# شمال أباد (جلغة بهاباد)
شمال أباد (بالفارسية: شمال‌آباد) هي قرية تقع في إيران في قسم جلغة الريفي.